# 5988 Gorodnitskij
Az 5988 Gorodnitskij (ideiglenes jelöléssel 1976 GN2) a Naprendszer kisbolygóövében található aszteroida. Nyikolaj Sztyepanovics Csernih fedezte fel 1976. április 1-én.